# Орден Заслуг (Сенегал)
Орден Заслуг (фр. Ordre du Mérite) – государственная награда Сенегала.

## История

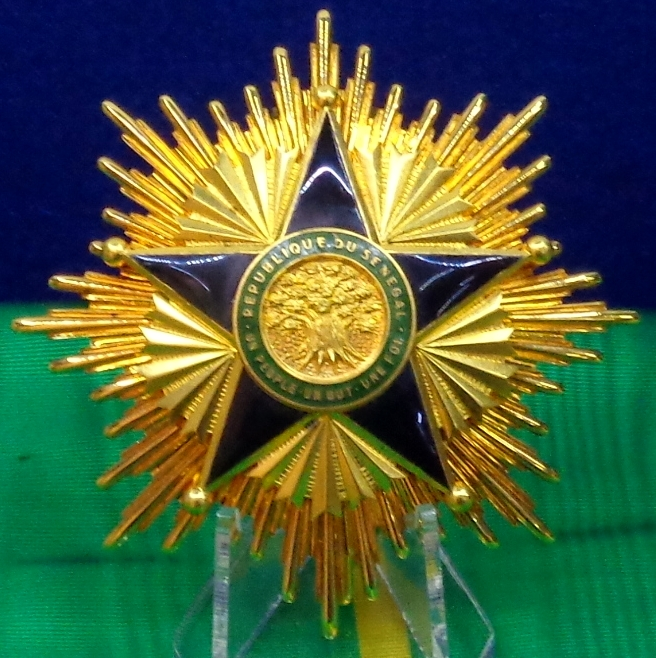
Звезда ордена

Орден был учреждён Законом № 60-364 от 22 октября 1960 года через четыре месяца после обретения независимости Сенегала.
Орден присваивается гражданам за выдающиеся заслуги перед страной в сферах общественной деятельности: государственной или частной, гражданской или военной. Орден может быть вручен иностранным гражданам.
Законами № 65-329 от 7 августа 1965 года и № 66-673 от 31 августа 1966 года в статут ордена вносились изменения.
Президент Республики Сенегал по своему положению является гроссмейстером ордена.

## Степени
Орден имеет 5 степеней:
- Большой крест – знак ордена на чрезплечной ленте и звезда на левой стороне груди
- Гранд-офицер – знак ордена на шейной ленте и звезда на левой стороне груди
- Командор – знак ордена на шейной ленте
- Офицер – знак ордена на нагрудной ленте с розеткой
- Кавалер – знак ордена на нагрудной ленте

| Орденские планки | Орденские планки | Орденские планки | Орденские планки | Орденские планки        |
| ---------------- | ---------------- | ---------------- | ---------------- | ----------------------- |
| Кавалер          | Офицер           | Командор         | Гранд-офицер     | Кавалер Большого креста |

## Описание
Знак ордена представляет собой золотую пятиконечную звезду чёрной эмали с шариками на концах. Между лучей звезды золотые штралы. В центре знака круглый золотой медальон с каймой зелёной эмали. В центре медальона изображение баобаба. На кайме золотыми буквами две надписи, разделённые точками: вверху «REPUBLIQUE DU SENEGAL» (Республика Сенегал), внизу «• UN PEUPLE • UN BUT • UNE FOI •» (Один Народ, Одна Цель, Одна Вера).
Реверс знака матированный, в центре в круге развивающийся флаг Сенегала в цветных эмалях.
Знак при помощи кольца крепится к орденской ленте.
Звезда ордена многолучевая, серебряная, практически круглая. В центре наложен знак ордена без штралов между лучами звезды.
Лента ордена зелёного цвета с тонкой золотой полоской в центре.